# Basilica di San Pietro de Dom
La basilica di San Pietro de Dom era una chiesa di Brescia, edificata in epoca paleocristiana sul lato est dell'odierna piazza del Duomo. Dopo numerose, probabili sventure, fu demolita agli inizi del Seicento per realizzare il duomo nuovo.

## Ipotesi storiografica
La basilica di San Pietro de Dom era la cattedrale estiva della città, che si contrapponeva all'adiacente basilica di Santa Maria Maggiore de Dom, la cattedrale invernale, costruita circa un secolo prima. L'appellativo de Dom, comune a entrambe le chiese, proviene dalla loro vicinanza con la domus episcopale, dove risiedeva il vescovo con tutto il clero urbano, ancora oggi identificabile con il palazzo vescovile in via Mazzini, proprio dietro alle cattedrali. La storia della basilica è praticamente sconosciuta e quasi del tutto assente dalle cronache del passato. Emergono comunque alcuni scritti, giunti fino a noi, che ne danno una descrizione sommaria, sufficiente a fornire almeno un inquadramento generale su questo antichissimo edificio. La cronaca di Baldassarre Zamboni, pubblicata nel 1778 ma scritta sul finire del Cinquecento, afferma che la basilica era stata costruita nel VII secolo e che, nel corso dei secoli, aveva subito numerose disavventure fra restauri poco attenti e incendi, ad esempio nell'anno 800, quando la chiesa era andata a fuoco minando notevolmente, dice lo Zamboni, la consistenza delle murature. Da ricordare anche il devastante incendio del 1096 che interessò l'area della piazza e del suburbio al di fuori della vicina Porta Bruciata, che da quello stesso evento assunse il nome poi rimasto nei secoli. Nello stesso periodo si registrano anche ben due terremoti, uno nel 1117 e un altro nel 1144.
Era di dimensioni abbastanza ridotte, circondata da edifici a nord (sull'odierna via Querini) e a est (su via Mazzini). L'interno aveva una pavimentazione più bassa di quella della piazza, sintomo della sua antichità, ed era suddiviso in tre navate mediante due colonnati da quattordici colonne ciascuno. Le colonne, fra l'altro, erano tutte di spoglio, di differenti diametro, altezza, materiale e colore: alcune erano di "marmo bianco alquanto venato", altre di "oscuro ondeggiante", ma la maggior parte era di "color ferro". Anche i capitelli e gli architravi erano di spoglio e il tutto forse proveniva dalla zona del foro romano della città. Fra il 1572 e il 1581 subisce un esteso restauro di carattere soprattutto conservativo: il pavimento viene portato alla quota della piazza antistante, vengono aperti finestroni e si realizza una nuova copertura con controsoffitti. I lavori sono condotti dall'architetto Giovanni Maria Piantavigna. La basilica non sopravviverà ancora a lungo: molto deteriorata e ormai strutturalmente instabile, entro poco più di vent'anni sarà demolita per permettere la realizzazione di una nuova cattedrale più grande, più adeguata e più in linea con i gusti dell'epoca, il duomo nuovo.

## Le testimonianze iconografiche
Esistono solo due raffigurazioni storicamente attendibili e sufficientemente chiare dell'aspetto che doveva avere la costruzione. La prima è la miniatura in copertina all'Estimo della città di Brescia del 1588, che raffigura il lato est di piazza del Duomo, con presenti quindi il Broletto con la Torre del Popolo, il duomo vecchio con il campanile poi crollato nel Settecento e la basilica in questione, che appare con facciata "a scala", con corpo centrale emergente e due navate laterali più basse coperte da tetti a spiovente. Al centro, nella metà superiore, è posto un rosone, mentre al di sotto si apre il portale d'ingresso. L'edificio non arriva fino alla strada, cioè fino all'odierna via Querini, ma fra i due è posta una stecca di abitazioni.
La seconda testimonianza è il rilievo della basilica stessa che Giovanni Antonio Avanzo compie nel 1601 per fornire aree e misure precise dell'area dove si sarebbe presto aperto il cantiere del Duomo nuovo. Il disegno mostra la pianta della cattedrale, confermando l'impianto a tre navate, e riporta le misure in bracci bresciani, lunghi circa mezzo metro.
(G. Panazza, Le Basiliche paleocristiane e le Cattedrali di Brescia – Problemi e scoperte, 1990)
In realtà, altre fonti riportano immagini della chiesa, soprattutto cartine della città "a volo d'uccello" o in vista assonometrica, ma non danno ulteriori informazioni oltre a quelle già deducibili dal disegno del manoscritto, chiarissimo, e dal rilievo dell'Avanzo. Fra di queste si ricordano, ad esempio, la grande tela di Francesco Maffei raffigurante la Traslazione delle reliquie dei santi vescovi bresciani Anastasio, Dominatore, Paolo e Domenico, conservata nel duomo vecchio, dove si intravede parte della facciata della basilica, con il rosone, e il fianco sud, evidentemente decorato da una serie di architetture tipiche dell'epoca. Altra testimonianza è il Beato Bernardino da Feltre istituisce a Brescia le scuole del SS. Sacramento, tela di Pompeo Ghitti conservata nella chiesa di Santa Maria in Calchera, dove si intravede, nello sfondo, l'antica piazza del Duomo con la basilica, anche se non vengono forniti altri dati utili alla ricostruzione del suo aspetto.
Della basilica non resta oggi più nulla, tranne una piccola parte delle colonne, già a loro volta di epoca romana, che costituivano il colonnato fra la navata principale e le due laterali: si tratta di colonne monolitiche in marmo egiziano scuro (appunto, come dice lo Zamboni nella sua cronaca, color ferro), alte circa cinque metri, lisce e prive di finiture. Recuperate dalla demolizione dell'edificio, finirono sparse e riutilizzate su altri monumenti: due furono usate per il portale d'ingresso al Broletto sulla piazza, due per l'ingresso della chiesa di Santa Maria della Carità e sei nel pronao di villa Mazzucchelli a Ciliverghe, nel bresciano.

## Opere già nella basilica
- Vincenzo Foppa, polittico del Santissimo Sacramento, 1501, prima nella cappella del Santissimo Sacramento e in seguito all'altare maggiore[3].
- Francesco Giolfino, Crocifisso del Duomo nuovo, 1502, oggi al primo altare destro del Duomo nuovo[4].

## Galleria d'immagini

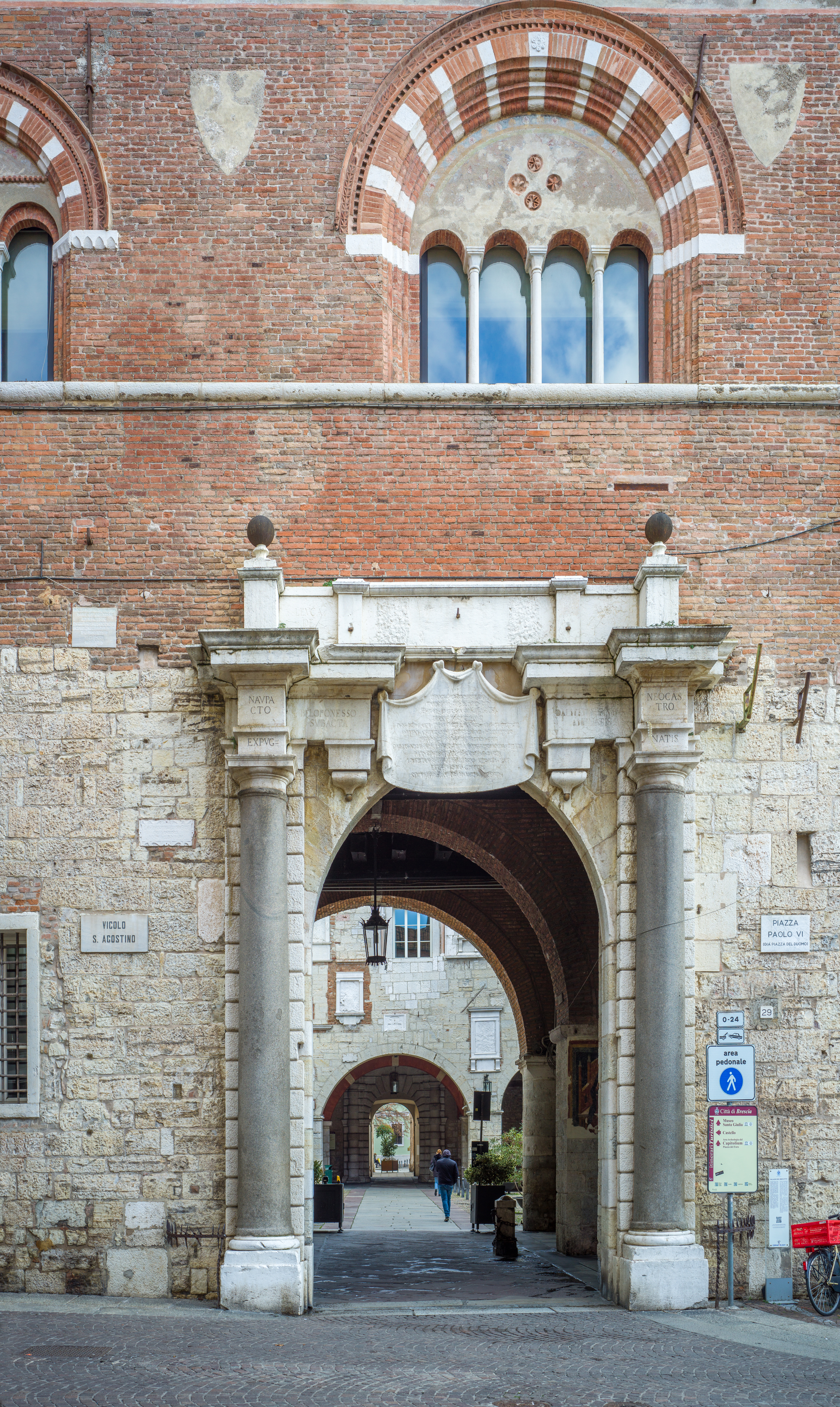
Il portale del Broletto
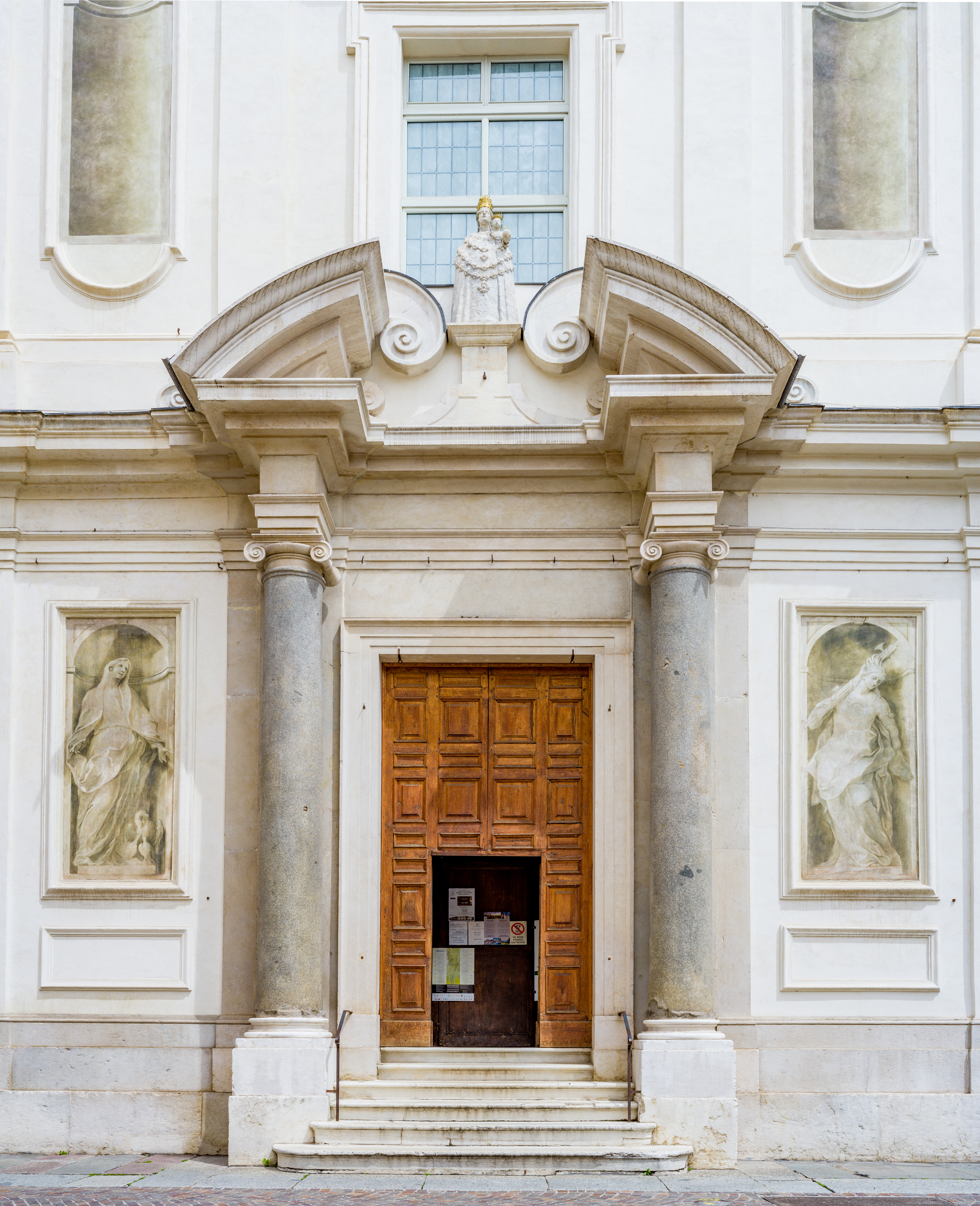
Le colonne egizie impiegate nella facciata della chiesa di Santa Maria della Carità